# Jutta Behrendt
Jutta Behrendt (n. 15 noiembrie 1960, Berlin, RDG) este o canotoare ce a reprezentat Republica Democrată Germană, medaliată olimpică. A participat la o ediție a Jocurilor Olimpice (1988) în care a câștigat o medalie de aur.

## Participări
Lista de mai jos prezintă principalele competiții la care a participat Jutta Behrendt de-a lungul carierei.
- rowing at the 1988 Summer Olympics – women's single sculls[*][4]